# Чайпоселок
Чайпоселок — деревня в Большемурашкинском районе Нижегородской области. Входит в состав Григоровского сельсовета.

## География
Находится на расстоянии приблизительно 11 километров по прямой на запад от поселка Большое Мурашкино, административного центра района.

## История
Деревня была основана в конце XIX — начале XX века (по другим данным, в 1909 году) выходцами из Украины. Альтернативное название — Хохл́ы. Первопоселенцы купили землю у помещика Чайкина, чья фамилия и отразилась в названии.

## Население
Постоянное население по состоянию на 2002 год составляло 3 человека (из них русские — 100 %), 3 в 2010.